# Onychogonia magna
Onychogonia magna là một loài ruồi trong họ Tachinidae.